# لوبرین
لوبرین (به اسپانیایی: Lubrín) دهستانی در استان آلمریای اسپانیا است.
در این دهستان ۱۶۷۰ نفر زندگی می‌کنند. مساحت این دهستان ۱۳۸ کیلومتر مربع است.